# Budyłów (obwód tarnopolski)
Budyłów – wieś w rejonie tarnopolskim obwodu tarnopolskiego. Wieś liczy 785 mieszkańców.

## Historia
Zdaniem prof. Jerzego Sperki szlachcic Piotr Brun ze Żmigrodu (niem. Trachenburg, w pobliżu Trzebnicy na Śląsku) i z Humanowa herbu Nabra (zm. po 29 kwietnia 1385, a przed 20 lutego 1386), służąc księciu Władysławowi Opolczykowi, dorobił się sporego majątku w ziemi lwowskiej (wsi Humanów, Kuropatniki, Czuniów, Sboników, Buski, Wibudów, Medów zwany Płocicą, Towarincze, Budyłów).
Pod rozbiorami oraz II Rzeczypospolitej miejscowość była siedzibą gminy wiejskiej Budyłów w powiecie brzeżańskim województwa tarnopolskiego.
W latach 1939–1944 nacjonaliści ukraińscy z OUN-UPA zamordowali tutaj 28 Polaków.